# Damernas fristående i gymnastik vid olympiska sommarspelen 2012
Damernas fristående i gymnastik vid olympiska sommarspelen 2012 avgjordes den 7 augusti 2012 för 8 gymnaster från totalt 5 nationer. De deltagande kvalificerade sig för friståendet genom kvaltävlingen - däremot fick maximalt två gymnaster från samma land kvalificera sig.

## Medaljörer
| Gren                | Guld            | Silver                  | Brons                    |
| Damernas fristående | Aly Raisman USA | Cătălina Ponor Rumänien | Alija Mustafina Ryssland |

## Resultat

### Kval
Äldsta och yngsta deltagare
|        | Namn           | Land | Födelsedag | Ålder |
| ------ | -------------- | ---- | ---------- | ----- |
| Yngsta | Jordyn Wieber  | USA  | 12/07/95   | 17 år |
| Äldsta | Cătălina Ponor | ROU  | 20/08/87   | 24 år |

| Rank | Gymnast            | Nation     | D Score | E Score | Pen. | Totalt | Qual. |
| ---- | ------------------ | ---------- | ------- | ------- | ---- | ------ | ----- |
| 1    | Aly Raisman        | USA        | 6.500   | 8.825   |      | 15.325 | Q     |
| 2    | Sandra Izbașa      | Rumänien   | 6.300   | 8.766   |      | 15.066 | Q     |
| 3    | Vanessa Ferrari    | Italien    | 6.200   | 8.700   |      | 14.900 | Q     |
| 4    | Ksenija Afanasieva | Ryssland   | 5.900   | 8.933   |      | 14.833 | Q     |
| 4    | Lauren Mitchell    | Australien | 6.300   | 8.533   |      | 14.833 | Q     |
| 6    | Jordyn Wieber      | USA        | 6.000   | 8.766   | 0.1  | 14.666 | Q     |
| 7    | Cătălina Ponor     | Rumänien   | 5.900   | 8.700   |      | 14.600 | Q     |
| 8    | Alija Mustafina    | Ryssland   | 5.900   | 8.633   | 0.1  | 14.433 | Q     |

#### Reserver
- Elizabeth Tweddle (GBR)
- Marta Pihan-Kulesza (POL)
- Asuka Teramoto (JPN)

### Final
| Plac. | Gymnast                  | D Score | E Score | Pen. | Totalt |
| ----- | ------------------------ | ------- | ------- | ---- | ------ |
| 1     | Aly Raisman (USA)        | 6.500   | 9.100   |      | 15.600 |
| 2     | Cătălina Ponor (ROU)     | 6.200   | 9.000   |      | 15.200 |
| 3     | Alija Mustafina (RUS)    | 5.900   | 9.000   |      | 14.900 |
| 4     | Vanessa Ferrari (ITA)    | 6.200   | 8.700   |      | 14.900 |
| 5     | Lauren Mitchell (AUS)    | 6.400   | 8.433   |      | 14.833 |
| 6     | Ksenija Afanasieva (RUS) | 6.100   | 8.666   | 0.20 | 14.566 |
| 7     | Jordyn Wieber (USA)      | 6.100   | 8.500   | 0.10 | 14.500 |
| 8     | Sandra Izbașa (ROU)      | 5.600   | 8.033   | 0.30 | 13.333 |